# Hogna nimia
Hogna nimia este o specie de păianjeni din genul Hogna, familia Lycosidae, descrisă de Roewer, 1959.
Este endemică în Tanzania. Conform Catalogue of Life specia Hogna nimia nu are subspecii cunoscute.